# Tricheilostoma broadleyi
Espèce
Synonymes
- Leptotyphlops broadleyi Wallach & Hahn, 1997
- Guinea broadleyi (Wallach & Hahn, 1997)

Statut de conservation UICN

 DD  : Données insuffisantes
Tricheilostoma broadleyi est une espèce de serpents de la famille des Leptotyphlopidae.

## Répartition
Cette espèce est endémique de Côte d'Ivoire.

## Étymologie
Cette espèce est nommée en l'honneur de Donald George Broadley.

## Publication originale
- Wallach & Hahn, 1997 : Leptotyphlops broadleyi, a new species of worm snake from Cote d'Ivoire (Serpentes: Leptotyphlopidae). African Journal of Herpetology, vol. 46, n. 2, p. 103-109.